# Cultura del medio Dnieper

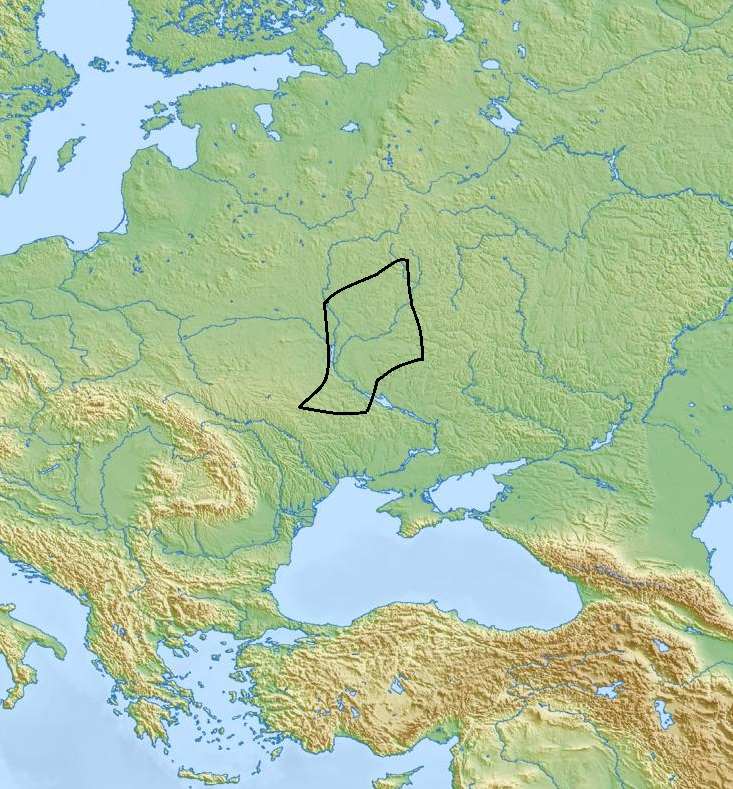
L'area occupata dalla cultura del medio Dnieper

La cultura del medio Dnieper (2800-1800 a.C.) è un'estensione orientale della cultura della ceramica cordata, nel nord dell'Ucraina e in Bielorussia. Le più antiche ceramiche di questa cultura mostrano chiare similitudini con quelle dell'area dei Carpazi e della Polonia orientale.
Come indica il nome, essa gravitava nella parte centrale del fiume Dnieper ed era contemporanea all'ultima fase, e quindi succeditrice, della cultura di Jamna nonché all'ultima fase della cultura di Cucuteni-Trypillia. Geograficamente si estendeva direttamente a sud ed est dell'area occupata dalla cultura delle anfore globulari e, sebbene nacque poco dopo e durò poco più a lungo, si può considerare contemporanea ad essa.
Più di 200 siti di questa cultura sono noti, si tratta per lo più inumazioni sotto tumuli; alcune di queste sepolture sono deposizioni secondarie entro kurgan risalenti alla fase Jamna. I corredi funerari includono manufatti quali ceramiche e asce da battaglia realizzate in pietra. Nella parte settentrionale ci sono alcune testimonianze di cremazione dei defunti. 

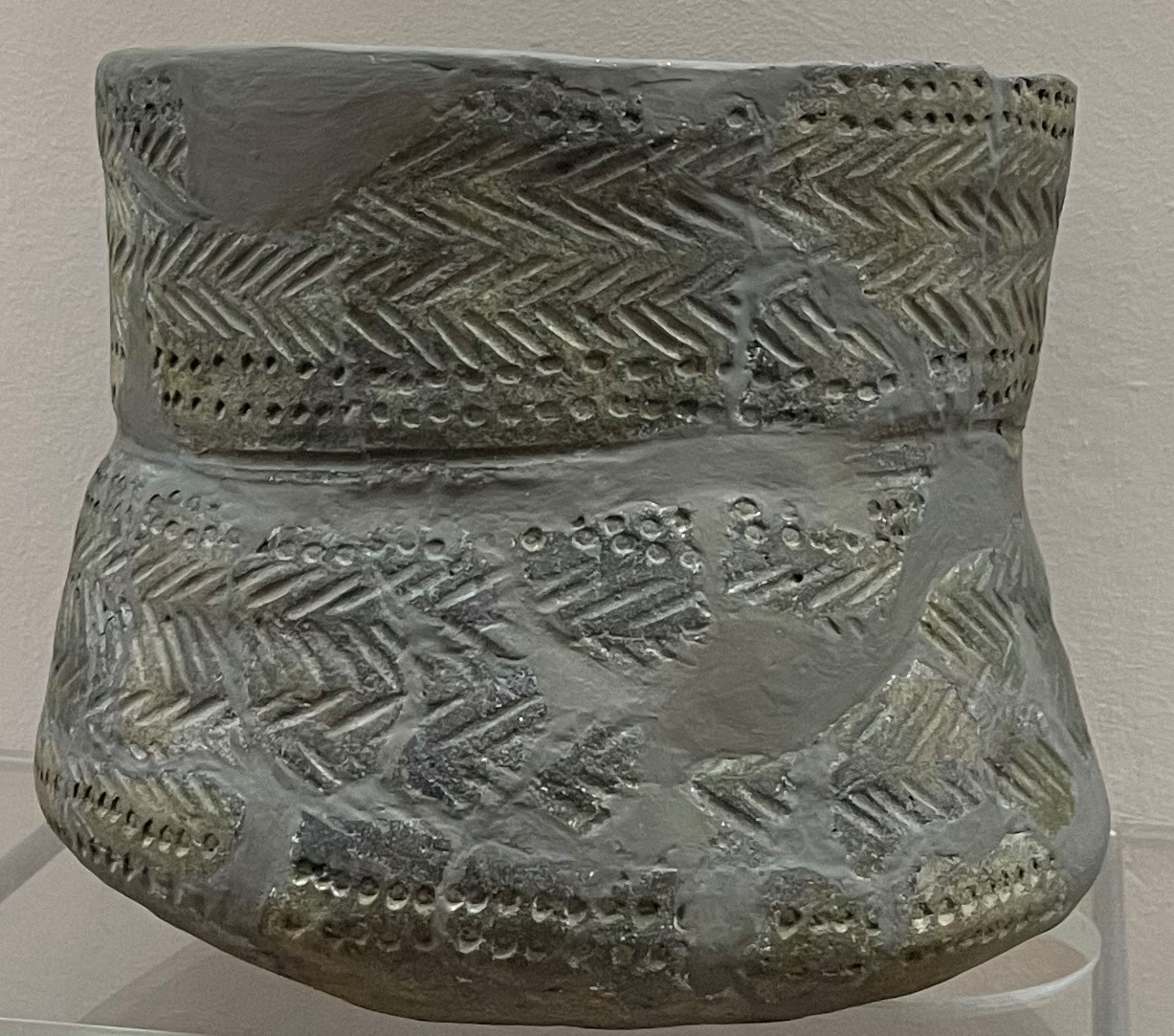
Ceramica

Gli insediamenti sembrano difficili da definire; l'economia era molto simile a quella delle culture di Jamna e della ceramica cordata, ossia incentrata principalmente sulla pastorizia semi o completamente nomade. 
Nel contesto della sua ipotesi kurgan, Marija Gimbutas aveva supposto che questa cultura costituisse un centro di irradiazione per le migrazioni (o invasioni) della cultura di Jamna e di quelle che le successero verso l'Europa settentrionale e centrale, a causa della sua posizione geografica che consente di risalire alle sorgenti del Dnieper, prossime alle sorgenti del fiume San, affluente della Vistola, e del Tibisco, affluente del medio Danubio, in un'area approssimativamente corrispondente all'attuale Rutenia subcarpatica, fu una classica via di invasione.